# Cupido (Ginevra)
Cupido è un singolo della cantautrice italiana Ginevra, pubblicato il 13 dicembre 2024 come secondo estratto dal secondo album in studio Femina.

## Descrizione
Il brano, scritto dalla stessa cantautrice, è prodotto da Domenico Finizio, Iulian Dmitrenco, Francesco e Marco Fugazza, in arte Suorcristona, e ha anticipato l'uscita dell'album Femina, pubblicato il 24 gennaio 2025.

## Video musicale
Il video musicale, diretto da Silvia Violante Rouge, è stato pubblicato in concomitanza all'uscita del brano attraverso il canale YouTube dell'Asian Fake.

## Tracce
Testi di Ginevra Lubrano, musiche di Iulian Dmitrenco.
1. Cupido – 3:09